# Liste des monuments nationaux du Cauca
Cet article liste les monuments nationaux du Cauca, en Colombie. Au 1er décembre 2015, 63 monuments nationaux étaient recensés dans ce département.

## Patrimoine matériel
| Code national | Monument                                                                             | Municipalité(s)        | Adresse                      | Coordonnées                        | Date      | Illustration                                                                 |
| ------------- | ------------------------------------------------------------------------------------ | ---------------------- | ---------------------------- | ---------------------------------- | --------- | ---------------------------------------------------------------------------- |
|               | Gare ferroviaire d'El Hato                                                           | Buenos Aires           |                              | à géolocaliser                     | 1996      | Image manquante Téléverser                                                   |
|               | Gare ferroviaire de San Francisco                                                    | Buenos Aires           |                              | à géolocaliser                     | 1996      | Image manquante Téléverser                                                   |
|               | Gare ferroviaire de Cajibío                                                          | Cajibío                |                              | à géolocaliser                     | 1996      | Image manquante Téléverser                                                   |
|               | Gare ferroviaire de Cajibío                                                          | Cajibío                |                              | à géolocaliser                     | 1996      | Image manquante Téléverser                                                   |
|               | Pont sur le río Ovejas                                                               | Caldonó                |                              | à géolocaliser                     | 2015      | Image manquante Téléverser                                                   |
|               | Pont sur le río Pescador                                                             | Caldonó                |                              | à géolocaliser                     | 2015      | Image manquante Téléverser                                                   |
|               | Maison coloniale où séjourna El Libertador                                           | Caloto                 |                              | à géolocaliser                     | 1972      | Image manquante Téléverser                                                   |
|               | Sanctuaire de l'Enfant Marie                                                         | Caloto                 |                              | à géolocaliser                     | 1972      | Image manquante Téléverser                                                   |
|               | Parc archéologique de Tierradentro                                                   | Inzá, Páez             |                              | 2° 35′ 00″ nord, 76° 02′ 00″ ouest | 1993      | Parc archéologique de Tierradentro                                           |
|               | Chapelle páez San Andrés de Pisimbalá                                                | Inzá                   |                              | 2° 34′ 59″ nord, 76° 02′ 43″ ouest | 2004 2005 | Chapelle páez San Andrés de Pisimbalá                                        |
|               | Chapelle páez Santa Rosa                                                             | Inzá                   |                              | à géolocaliser                     | 2005      | Image manquante Téléverser                                                   |
|               | Pont Los Esclavos                                                                    | Miranda                |                              | à géolocaliser                     | 2005      | Image manquante Téléverser                                                   |
|               | Gare ferroviaire de Corrales                                                         | Morales                |                              | à géolocaliser                     | 1996      | Image manquante Téléverser                                                   |
|               | Gare ferroviaire de Matarredonda                                                     | Morales                |                              | à géolocaliser                     | 1996      | Image manquante Téléverser                                                   |
|               | Gare ferroviaire de Morales                                                          | Morales                |                              | à géolocaliser                     | 1996      | Image manquante Téléverser                                                   |
|               | Chapelle páez Suín                                                                   | Páez                   |                              | à géolocaliser                     | 1998      | Image manquante Téléverser                                                   |
|               | Chapelle páez Avirama                                                                | Páez                   |                              | à géolocaliser                     | 1998      | Image manquante Téléverser                                                   |
|               | Chapelle páez Chinás                                                                 | Páez                   | Corregimiento Chinás         | à géolocaliser                     | 2005      | Image manquante Téléverser                                                   |
|               | Chapelle páez Cohetando                                                              | Páez                   |                              | à géolocaliser                     | 2005      | Image manquante Téléverser                                                   |
|               | Chapelle páez Tálaga                                                                 | Páez                   |                              | à géolocaliser                     | 2005      | Image manquante Téléverser                                                   |
|               | Chapelle páez Togoima                                                                | Páez                   | Corregimiento Togoima        | 2° 35′ 06″ nord, 76° 00′ 20″ ouest | 2005      | Image manquante Téléverser                                                   |
|               | Gare ferroviaire de Piendamó                                                         | Piendamó               |                              | à géolocaliser                     | 1996      | Image manquante Téléverser                                                   |
|               | Pont sur le río Piendamó                                                             | Piendamó               |                              | à géolocaliser                     | 2015      | Image manquante Téléverser                                                   |
|               | Casa Caldas                                                                          | Popayán                |                              | à géolocaliser                     | 1996      | Image manquante Téléverser                                                   |
|               | Maison du troisième cycle et du Conservatoire de l'université du Cauca               | Popayán                | Calle 4 3-73 3-79            | à géolocaliser                     | 1996      | Maison du troisième cycle et du Conservatoire de l'université du Cauca       |
|               | Maison du musée archidiocésain d'art religieux                                       | Popayán                | Calle 4 4-56 4-62            | à géolocaliser                     | 1996      | Image manquante Téléverser                                                   |
|               | Maison où vécut Guillermo León Valencia                                              | Popayán                | Carrera 6 2-36 2-57          | à géolocaliser                     | 1943      | Maison où vécut Guillermo León Valencia                                      |
|               | Maison Mosquera Pombo                                                                | Popayán                | Calle 3 5-38                 | à géolocaliser                     | 1963      | Maison Mosquera Pombo                                                        |
|               | Maison pour les activités liées aux processions de la Semaine Sainte                 | Popayán                | Calle 5 4-51                 | 2° 26′ 27″ nord, 76° 36′ 17″ ouest | 2004      | Maison pour les activités liées aux processions de la Semaine Sainte         |
|               | Maison Torres Tenorio                                                                | Popayán                | Carrera 6 3-14               | à géolocaliser                     | 1996      | Image manquante Téléverser                                                   |
|               | Collection d'œuvres matérielles de la maison du musée archidiocésain d'art religieux | Popayán                |                              | à géolocaliser                     | 1996      | Image manquante Téléverser                                                   |
|               | Collection d'œuvres matérielles de la chapelle de Jesús Nazareno                     | Popayán                |                              | à géolocaliser                     | 1996      | Image manquante Téléverser                                                   |
|               | Collection d'œuvres matérielles de l'église et du cloître de San Francisco           | Popayán                |                              | à géolocaliser                     | 1996      | Image manquante Téléverser                                                   |
|               | Collection d'œuvres matérielles du temple de La Encarnación                          | Popayán                |                              | à géolocaliser                     | 1996      | Image manquante Téléverser                                                   |
|               | Collection d'œuvres matérielles du temple de San José                                | Popayán                |                              | à géolocaliser                     | 1996      | Image manquante Téléverser                                                   |
|               | Collection d'œuvres matérielles du temple de Santo Domingo                           | Popayán                |                              | à géolocaliser                     | 1996      | Image manquante Téléverser                                                   |
|               | Collection d'œuvres matérielles du temple del Carmen                                 | Popayán                |                              | à géolocaliser                     | 1996      | Image manquante Téléverser                                                   |
|               | Chapelle de Jesús Nazareno                                                           | Popayán                | Calle 5, esquina Carrera 1   | 2° 26′ 25″ nord, 76° 36′ 10″ ouest | 1996      | Chapelle de Jesús Nazareno                                                   |
|               | Gare ferroviaire de Popayán                                                          | Popayán                |                              | à géolocaliser                     | 1996      | Image manquante Téléverser                                                   |
|               | Gare ferroviaire de Puracé                                                           | Popayán                |                              | à géolocaliser                     | 1996      | Image manquante Téléverser                                                   |
|               | Église de San Francisco, son cloître et sa petite place (es) Hotel Monasterio        | Popayán                | Calle 4, Carreras 9 et 10    | 2° 26′ 36″ nord, 76° 36′ 31″ ouest | 1996      | Église de San Francisco, son cloître et sa petite place (es)Hotel Monasterio |
|               | Paraninfo Caldas                                                                     | Popayán                | Calle 5 4-62                 | 2° 26′ 28″ nord, 76° 36′ 16″ ouest | 1996      | Paraninfo Caldas                                                             |
|               | Vieux quartier de Popayán                                                            | Popayán                |                              | 2° 26′ 29″ nord, 76° 36′ 22″ ouest | 1959      | Vieux quartier de Popayán                                                    |
|               | Théâtre municipal Guillermo Valencia                                                 | Popayán                | Calle 3, Carrera 7 Esquina   | 2° 26′ 35″ nord, 76° 36′ 22″ ouest | 1996      | Théâtre municipal Guillermo Valencia                                         |
|               | Temple de La Encarnación                                                             | Popayán                | Carrera 5, Calles 5 et 6     | 2° 26′ 27″ nord, 76° 36′ 20″ ouest | 1996      | Temple de La Encarnación                                                     |
|               | Temple de San José Temple de La Compañía                                             | Popayán                | Calle 5, Carrera 8           | 2° 26′ 31″ nord, 76° 36′ 28″ ouest | 1996      | Temple de San JoséTemple de La Compañía                                      |
|               | Temple de Santo Domingo                                                              | Popayán                | Calle 5 4-70. Carrera 5 4-08 | 2° 26′ 30″ nord, 76° 36′ 17″ ouest | 1996      | Temple de Santo Domingo                                                      |
|               | Temple del Carmen                                                                    | Popayán                | Calle 4 3-56                 | à géolocaliser                     | 1996      | Temple del Carmen                                                            |
|               | Église de Yanaconas Temple doctrinal de Yanaconas                                    | Popayán                |                              | à géolocaliser                     | 1998      | Image manquante Téléverser                                                   |
|               | Casa de hacienda Coconuco                                                            | Puracé                 |                              | à géolocaliser                     | 1977      | Image manquante Téléverser                                                   |
|               | Chapelle de Dominguillo, Chapelle de Santa Bárbara                                   | Santander de Quilichao |                              | à géolocaliser                     | 1984      | Image manquante Téléverser                                                   |
|               | Casa de hacienda Cuprecía                                                            | Santander de Quilichao |                              | à géolocaliser                     | 1996      | Image manquante Téléverser                                                   |
|               | Casa de hacienda Japio                                                               | Santander de Quilichao |                              | à géolocaliser                     | 1996      | Image manquante Téléverser                                                   |
|               | Gare ferroviaire de Santander de Quilichao                                           | Santander de Quilichao |                              | à géolocaliser                     | 1996      | Image manquante Téléverser                                                   |
|               | Gare ferroviaire de Gelima                                                           | Suárez                 |                              | à géolocaliser                     | 1996      | Image manquante Téléverser                                                   |
|               | Gare ferroviaire de Suárez                                                           | Suárez                 |                              | à géolocaliser                     | 1996      | Image manquante Téléverser                                                   |